# Ta (municipalità)
Ta è una municipalità del Distretto Mortlocks, di Chuuk, uno degli Stati Federati di Micronesia. 
Situato nella parte meridionale dell'atollo Satowan, ha una popolazione di 215 abitanti.